# Championnat de Finlande de combiné nordique
Cette page recense les podiums des championnats de Finlande de combiné nordique.

## Combiné nordique en Finlande

### Histoire
Le combiné nordique (no) au programme des Lahti Ski Games depuis 1923. La première médaille finlandaise aux JO en combiné nordique date de 1948. Le titre a été remporté par Heikki Hasu qui fut également le premier finlandais à s'imposer à Holmenkollen lors du Festival de ski en combiné nordique (no).

### Clubs
Les principaux clubs finlandais sont: Lahden Hiihtoseura, Ounasvaaran Hiihtoseura (fi), Puijon Hiihtoseura (fi), Kuusamon Erä-Veikot (fi), Jyväskylän Hiihtoseura (fi), Kainuun Hiihtoseura (fi), Jyväskylän Hiihtoseura (fi) ou encore le Lieksan Hiihtoseura.

## Résultats

### Hommes

#### Hiver
| Année     | Lieu           | Format                | Premier                                                    | Deuxième                                                  | Troisième                                                 |
| --------- | -------------- | --------------------- | ---------------------------------------------------------- | --------------------------------------------------------- | --------------------------------------------------------- |
| 1923 (fi) | Lahti          | 15 km / saut          | Verner Eklöf                                               | Uuno Suomalainen                                          | Alfred Eklöf                                              |
| 1924 (fi) | Lahti          |                       | A. Lucander                                                | Erkki Järvinen (en)                                       | Toivo Järvinen                                            |
| 1925 (fi) | Lahti          | 15 km / saut          | Toivo Nykänen                                              | Esko Järvinen                                             | Uuno Suomalainen                                          |
| 1926 (fi) | Helsinki       |                       | Toivo Nykänen                                              | Esko Järvinen                                             | Ami Koskinen                                              |
| 1927 (fi) | Kuopio         |                       | Toivo Järvinen                                             | Martti Uosikkinen                                         | Paavo Nuotio                                              |
| 1928 (fi) | Fiskari        |                       | Uuno Suomalainen                                           | Paavo Nuotio                                              | J. Sveholm                                                |
| 1929      |                |                       | Toivo Nykänen                                              |                                                           |                                                           |
| 1930      |                |                       |                                                            |                                                           |                                                           |
| 1931      |                |                       |                                                            | Aarne Valkama                                             |                                                           |
| 1932      |                |                       | Lauri Valonen                                              |                                                           |                                                           |
| 1933      |                |                       | Lauri Valonen                                              | Aarne Valkama                                             |                                                           |
| 1934      |                |                       | Lauri Valonen                                              | Aarne Valkama                                             |                                                           |
| 1935      |                |                       | Pertti Mattila                                             |                                                           |                                                           |
| 1936      |                |                       |                                                            | Aarne Valkama                                             |                                                           |
| 1937      |                |                       |                                                            |                                                           |                                                           |
| 1938      |                |                       |                                                            |                                                           |                                                           |
| 1939      |                |                       |                                                            |                                                           |                                                           |
| 1940      |                |                       |                                                            |                                                           |                                                           |
| 1941      |                |                       |                                                            |                                                           |                                                           |
| 1942      |                |                       |                                                            |                                                           |                                                           |
| 1943      | Lahti          | 18 km / saut          | Olavi Sihvonen (en)                                        | Kalervo Kaplas                                            | Martti Huhtala                                            |
| 1944      |                |                       |                                                            |                                                           |                                                           |
| 1945      |                |                       | Pauli Salonen (fi)                                         |                                                           |                                                           |
| 1946      |                |                       |                                                            |                                                           |                                                           |
| 1947      |                |                       |                                                            | Martti Huhtala                                            |                                                           |
| 1948      |                |                       | Martti Huhtala                                             |                                                           |                                                           |
| 1949      |                |                       |                                                            |                                                           |                                                           |
| 1950      |                |                       |                                                            |                                                           |                                                           |
| 1951      |                |                       |                                                            |                                                           |                                                           |
| 1952      |                |                       |                                                            |                                                           |                                                           |
| 1953      |                |                       |                                                            |                                                           |                                                           |
| 1954      |                |                       |                                                            |                                                           |                                                           |
| 1955      |                |                       |                                                            |                                                           |                                                           |
| 1956      |                |                       |                                                            |                                                           | Pekka Ristola                                             |
| 1957      |                |                       |                                                            | Pekka Ristola                                             |                                                           |
| 1958      |                |                       | Esko Jussila (fi)                                          | Pekka Ristola                                             |                                                           |
| 1959      |                |                       |                                                            |                                                           |                                                           |
| 1960      |                |                       |                                                            |                                                           |                                                           |
| 1961      |                |                       | Esko Jussila (fi)                                          |                                                           | Pekka Ristola                                             |
| 1962      |                |                       | Pertti Tiitta (fi)                                         |                                                           | Pekka Ristola                                             |
| 1963      |                |                       | Esko Jussila (fi)                                          |                                                           |                                                           |
| 1964      |                |                       | Pekka Ristola                                              |                                                           |                                                           |
| 1965      |                |                       |                                                            |                                                           |                                                           |
| 1966      |                |                       | Aarne Ylikorva                                             |                                                           |                                                           |
| 1967      |                |                       |                                                            |                                                           |                                                           |
| 1968      |                |                       |                                                            |                                                           |                                                           |
| 1969      |                |                       |                                                            |                                                           |                                                           |
| 1970      |                |                       |                                                            |                                                           |                                                           |
| 1971      |                |                       |                                                            |                                                           |                                                           |
| 1972      |                |                       |                                                            |                                                           |                                                           |
| 1973      |                |                       |                                                            |                                                           |                                                           |
| 1974      |                |                       |                                                            |                                                           |                                                           |
| 1975      |                |                       |                                                            |                                                           |                                                           |
| 1976      |                |                       | Erkki Kilpinen                                             |                                                           |                                                           |
| 1977      |                |                       |                                                            |                                                           |                                                           |
| 1978      |                |                       |                                                            |                                                           |                                                           |
| 1979      |                |                       | Jorma Etelälahti                                           |                                                           |                                                           |
| 1980      |                |                       | Jorma Etelälahti                                           |                                                           |                                                           |
| 1981      |                |                       | Jouko Karjalainen                                          |                                                           |                                                           |
| 1982      |                |                       | Jouko Karjalainen                                          |                                                           |                                                           |
| 1983      |                |                       | Jouko Karjalainen                                          |                                                           |                                                           |
| 1984      |                |                       |                                                            |                                                           |                                                           |
| 1985      |                |                       | Jouko Parviainen                                           |                                                           |                                                           |
| 1986      |                |                       | Jukka Ylipulli                                             |                                                           |                                                           |
| 1987      |                |                       | Jouko Parviainen                                           |                                                           |                                                           |
| 1988      |                |                       | Sami Leinonen                                              |                                                           |                                                           |
| 1989      |                |                       | Jukka Ylipulli                                             |                                                           |                                                           |
| 1990      |                |                       |                                                            |                                                           |                                                           |
| 1991      |                |                       |                                                            |                                                           |                                                           |
| 1992      |                |                       |                                                            |                                                           |                                                           |
| 1993      |                |                       |                                                            |                                                           |                                                           |
| 1994      |                |                       | Jari Mantila                                               |                                                           |                                                           |
| 1995      |                |                       |                                                            |                                                           |                                                           |
| 1996      |                |                       |                                                            |                                                           |                                                           |
| 1997      |                |                       |                                                            |                                                           |                                                           |
| 1998      |                |                       | Samppa Lajunen                                             |                                                           |                                                           |
| 1999      |                | Gundersen             | Samppa Lajunen                                             |                                                           |                                                           |
| 1999      |                | Sprint                |                                                            | Samppa Lajunen                                            |                                                           |
| 2000      | Lahti          | Gundersen             | Samppa Lajunen                                             |                                                           |                                                           |
| 2000      |                | Sprint                |                                                            | Samppa Lajunen                                            |                                                           |
| 2001      | Gundesen       | Rovaniemi             |                                                            | Samppa Lajunen                                            |                                                           |
| 2001      | lahti          | Sprint                | Samppa Lajunen                                             |                                                           |                                                           |
| 2002      | Lahti          | K 116 / 7,5 km        | Samppa Lajunen                                             | Hannu Manninen                                            | Jaakko Tallus                                             |
| 2003      |                | K 90 / 15 km          | Hannu Manninen                                             | Jouni Kaitainen                                           | Jaakko Tallus                                             |
| 2003      | Kuopio         |                       | Samppa Lajunen                                             | Hannu Manninen                                            | Jaakko Tallus                                             |
| 2004      | Rovaniemi      | K 90 / 15 km          | Samppa Lajunen                                             | Jaakko Tallus                                             | Jouni Kaitainen                                           |
| 2004      | Kuopio         |                       | Jaakko Tallus                                              | Hannu Manninen                                            | Samppa Lajunen                                            |
| 2004      | Rovaniemi      |                       | Ounasvaaran Hiihtoseura-1                                  | Lieksan Hiihtoseura-1                                     | Ounasvaaran Hiihtoseura-2                                 |
| 2005      | Lahti / Kerava |                       | Hannu Manninen                                             | Anssi Koivuranta                                          | Jaakko Tallus                                             |
| 2005      | Lahti          | HS 97 / 2x7,5 km      | Lieksan Hiihtoseura                                        | Ounasvaaran Hiihtoseura-1                                 | Kuusamon Erä-Veikot                                       |
| 2006      | Rovaniemi      |                       | Hannu Manninen                                             | Jaakko Tallus                                             | Janne Ryynänen                                            |
| 2006      | Kuusamo        | HS 142 / 7,5 km       | Hannu Manninen                                             | Jaakko Tallus                                             | Anssi Koivuranta                                          |
| 2006      | Rovaniemi      | HS 100 / 2x6x1,25 km  | Ounasvaaran Hiihtoseura-1                                  | Lieksan Hiihtoseura                                       | Kuusamon Erä-Veikot                                       |
| 2007      | Lahti          | HS 130 / 7,5 km       | Hannu Manninen                                             | Jouni Kaitainen                                           | Anssi Koivuranta                                          |
| 2008      | Kuusamo        | HS 142 / 15 km 7,5 km | Hannu Manninen                                             | Jouni Kaitainen                                           | Anssi Koivuranta                                          |
| 2008      | Kuusamo        | HS 142 / 7,5 km       | Hannu Manninen                                             | Jouni Kaitainen                                           | Jaakko Tallus                                             |
| 2008      |                | 2x6x1250m             | Ounasvaaran Hiihtoseura-1                                  | Jyväskylän Hiihtoseura                                    | Kiteen Urheilijat                                         |
| 2009      | Lahti          | / 10 km               | Janne Ryynänen                                             | Jaakko Tallus                                             | Ville Tuppurainen                                         |
| 2010      | Rovaniemi      | HS 100 / 10 km        | Hannu Manninen                                             | Anssi Koivuranta                                          | Janne Ryynänen                                            |
| 2010      | Rovaniemi      | 2x6x1,25 km           | Ounasvaaran Hiihtoseura-1                                  | Lahden Hiihtoseura-1                                      | Ounasvaaran Hiihtoseura-2                                 |
| 2011      | Rovaniemi      | HS 100 / 10 km        | Hannu Manninen                                             | Janne Ryynänen                                            | Joni Karjalainen                                          |
| 2011      | Kuusamo        | HS 127 / 10 km        | Janne Ryynänen                                             | Joni Karjalainen                                          | Ville Tuppurainen                                         |
| 2011      | Rovaniemi      |                       | Ounasvaaran Hiihtoseura I- Janne Ryynänen - Hannu Manninen | Lahden Hiihtoseura- Jesse Jääskeläinen - Joni Karjalainen | Ounasvaaran Hiihtoseura II- Joakim Lehto - Ville Kähkönen |
| 2012      | Kuusamo        | HS 142 / 10 km        | Janne Ryynänen                                             | Jim Härtul                                                | Joni Karjalainen                                          |
| 2012      | Rovaniemi      | HS 100 /10 km         | Janne Ryynänen                                             | Joni Karjalainen                                          | Jim Härtul                                                |
| 2013      | Jyväskylä      | K 100 / 10 km         | Ilkka Herola                                               | Mikke Leinonen                                            | Janne Ryynänen                                            |
| 2014,     | Rovaniemi      | HS 100 / 10 km        | Ilkka Herola                                               | Arttu Mäkiaho                                             | Matti Herola                                              |
| 2015      | Kuusamo        | HS 130 / 10 km        | Ilkka Herola                                               | Eetu Vähäsöyrinki                                         | Mikke Leinonen                                            |
| 2016      | Taivalkoski    | HS 80 / 10 km         | Ilkka Herola                                               | Leevi Mutru                                               | Arttu Mäkiaho                                             |

#### Été
| Année | Lieu      | Format          | Premier            | Deuxième            | Troisième           |
| ----- | --------- | --------------- | ------------------ | ------------------- | ------------------- |
| 1980  |           |                 |                    |                     |                     |
| 1981  |           |                 |                    |                     |                     |
| 1982  |           |                 |                    |                     |                     |
| 1983  |           |                 |                    |                     |                     |
| 1984  |           |                 |                    |                     |                     |
| 1985  |           |                 |                    |                     |                     |
| 1986  |           |                 |                    |                     |                     |
| 1987  |           |                 |                    |                     |                     |
| 1988  |           |                 |                    |                     |                     |
| 1989  |           |                 |                    |                     |                     |
| 1990  |           |                 | Jari Mantila       | Teemu Summanen (en) | Sami Leinonen       |
| 1991  |           |                 |                    |                     |                     |
| 1992  |           |                 | Jari Mantila       | Teemu Summanen (en) | Sami Leinonen       |
| 1993  |           |                 |                    |                     |                     |
| 1994  |           |                 |                    |                     |                     |
| 1995  |           |                 |                    |                     |                     |
| 1996  |           |                 |                    |                     |                     |
| 1997  |           |                 |                    |                     |                     |
| 1998  |           |                 |                    |                     |                     |
| 1999  |           |                 |                    |                     |                     |
| 2000  |           |                 | Mikko Keskinarkaus | Jouni Kaitainen     | Jari Mantila        |
| 2001  |           |                 |                    |                     |                     |
| 2002  |           |                 |                    | Samppa Lajunen      |                     |
| 2003  |           | K 116 / 7,5 km  | Hannu Manninen     | Samppa Lajunen      | Jaakko Tallus       |
| 2004  |           | HS 130 / 7,5 km | Hannu Manninen     | Antti Kuisma        | Jaakko Tallus       |
| 2005  | Lahti     | K90 / 7,5 km    | Hannu Manninen     | Jaakko Tallus       | Anssi Koivuranta    |
| 2006  |           | HS 100 / 7.5 km | Hannu Manninen     | Jouni Kaitainen     | Janne Ryynänen      |
| 2007  | Lahti     | K 116/ 7.5 km   | Hannu Manninen     | Janne Ryynänen      | Antti Kuisma        |
| 2008  | Kuopio    | HS 127 / 10 km  | Jaakko Tallus      | Janne Ryynänen      | Anssi Koivuranta    |
| 2009  | Lahti     | K 116 / 10 km   | Jaakko Tallus      | Anssi Koivuranta    | Lauri Asikainen     |
| 2010  | Lahti     | K 116 / 10 km   | Hannu Manninen     | Janne Ryynänen      | Jesse Jääskeläinen  |
| 2011  | Jyväskylä | K 100 / 10.5 km | Eetu Vähäsöyrinki  | Jesse Jääskeläinen  | Mikke Leinonen      |
| 2012  | Lahti     | HS 130 / 15 km  | Janne Ryynänen     | Ilkka Herola        | Joni Karjalainen    |
| 2013  | Lahti     | HS 130 / 10 km  | Ilkka Herola       | Matti Herola        | Ville Heikkinen     |
| 2014  |           |                 | Matti Herola       | Eetu Vähäsöyrinki   | Mikke Leinonen      |
| 2015  |           |                 |                    |                     |                     |
| 2016  |           |                 |                    |                     |                     |
| 2017  |           |                 |                    |                     |                     |
| 2018  |           |                 |                    |                     |                     |
| 2019  |           |                 |                    |                     |                     |
| 2020  |           |                 |                    |                     |                     |
| 2021  |           |                 | Ilkka Herola       | Eero Hirvonen       | Perttu Reponen (de) |

### Femmes

#### Été
| Année | Lieu | Format | Premier                | Deuxième       | Troisième  |
| ----- | ---- | ------ | ---------------------- | -------------- | ---------- |
| 2017  |      |        |                        |                |            |
| 2018  |      |        |                        |                |            |
| 2019  |      |        |                        |                |            |
| 2020  |      |        |                        |                |            |
| 2021  |      |        | Annika Malacinski (de) | Minja Korhonen | Anna Kerko |